# Nevy-sur-Seille
Nevy-sur-Seille is een gemeente in het Franse departement Jura (regio Bourgogne-Franche-Comté) en telt 246 inwoners (1999). De plaats maakt deel uit van het arrondissement Lons-le-Saunier.

## Geografie
De oppervlakte van Nevy-sur-Seille bedraagt 6,6 km², de bevolkingsdichtheid is 37,3 inwoners per km².

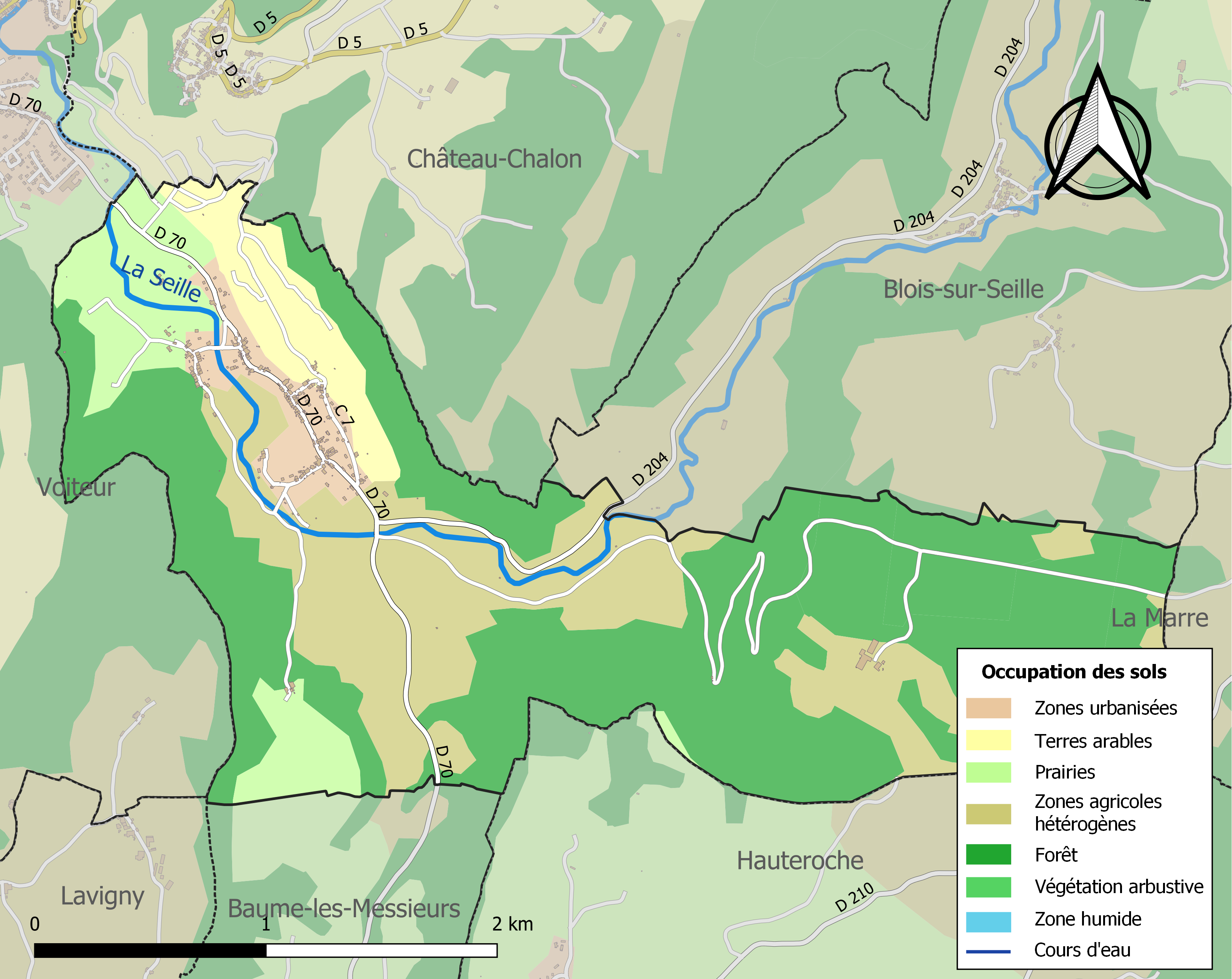
Kaart van de gemeente met de belangrijkste infrastructuur, bodemgebruik en omliggende gemeenten

## Demografie
Onderstaande figuur toont het verloop van het inwonertal (bron: INSEE-tellingen).

## Geboren
- Joseph Gabet (1808-1853), ontdekkingsreiziger en tibetoloog